# Ženy v běhu
Ženy v běhu es una película de comedia checa de 2019 dirigida por Martin Horský. La película se convirtió en el debut de un director checo de mayor éxito cuando fue vista por más de 1 millón de personas después de 42 días. La película finalmente recaudó 200 millones de coronas checas y se convirtió en la película checa más taquillera.

## Reparto
- Zlata Adamovská como Věra
- Tereza Kostková como Marcela
- Veronika Khek Kubařová como Bara
- Jenovéfa Boková como Kačka
- Ondřej Vetchý como Karel
- Vladimír Polívka como Vojta
- Martín Hofmann como Josef
- Samuel Gyertyák
- Michaela Sodomková
- David Kraus como Jirka
- Bolek Polívka como Jindřich

## Estreno
La película fue estrenada en República Checa el 31 de enero de 2019.